# Římskokatolická farnost Slatiňany
Římskokatolická farnost Slatiňany je církevní správní jednotka a jedno z 28 společenství římských katolíků chrudimského vikariátu. Centrem farnosti je kostel svatého Martina ve Slatiňanech, duchovními správci území jsou děkan-farář ThLic. Bogusław Piotr Partyka a pastorační asistentky S. M. Terezie Božena Burdová, OSF a Dolorosa Marie Pěnkavová, OSF.
Farnost leží v západní části chrudimského vikariátu obklopená (od severu ve směru hodin) farnostmi Chrudim, Žumberk, Licibořice a Heřmanův Městec.

## Historie farnosti
Kostel ve Slatiňanech je zmiňován v roce 1350 jako farní v rámci litomyšlského biskupství, od 15. století do počátku 17. století byla farnost spravovaná kněžími pod obojí. Po bitvě na Bílé hoře byly Slatiňany přifařeny k Chrudimi, teprve v roce 1801 zde byla obnovená lokálie, povýšená v roce 1857 na farnost. Z nejstarších farářů jsou jménem známi Matouš Šperinger (1608), Joachim a Václav Novobydžovský (roku 1609 a 1613).
| Kostel                                           | Obrázek | Místo     | Bohoslužba                                       | Bohoslužba                                  | Poznámka     |
| ------------------------------------------------ | ------- | --------- | ------------------------------------------------ | ------------------------------------------- | ------------ |
| Kostel svatého Martina, biskupa                  |         | Slatiňany | neděle čtvrtek pátek sobota                      | 09.30 18.30 11.00                           | farní kostel |
| Kaple Svaté Rodiny (klášter sester františkánek) |         | Slatiňany | neděle pondělí úterý středa čtvrtek pátek sobota | 09.15 16.30 16.00 16.30 09.00 09.00 (10.00) | kaple        |